# Milan sacré
Haliastur indus
Espèce
Statut de conservation UICN

 LC  : Préoccupation mineure
Statut CITES
Le Milan sacré (Haliastur indus) ou Milan à tête blanche est une espèce de rapaces de taille moyenne de la famille des Accipitridae qui comprend également de nombreux autres rapaces diurnes tels que les aigles, les buses et les busards. On le trouve principalement dans le sous-continent indien, Asie du Sud et en Australie.

## Description

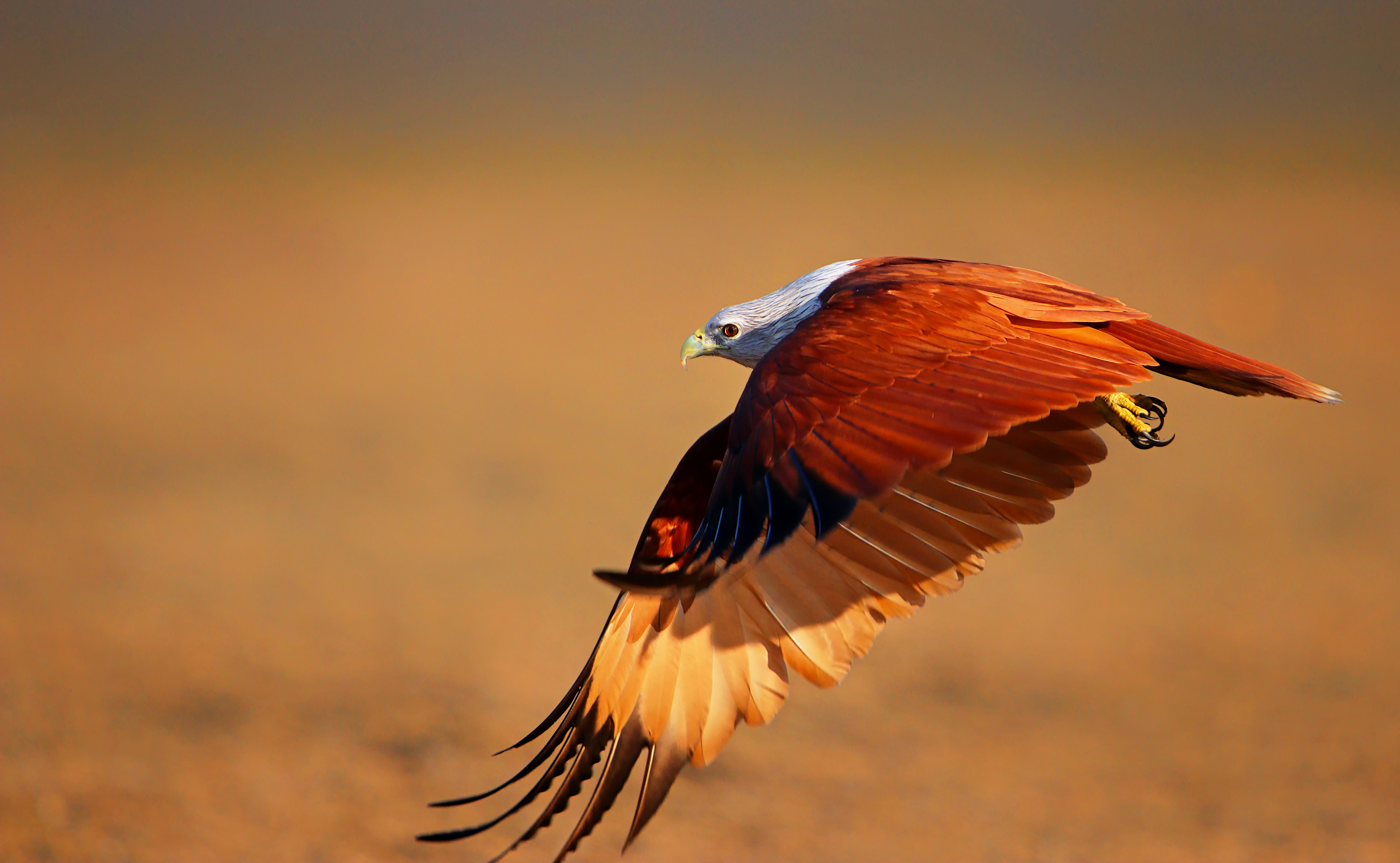
Un milan sacré en vol dans le কুয়াকাটা ইকোপার্ক, Bangladesh. Janvier 2019.

Le Milan sacré est caractéristique par son contraste de couleur, avec un plumage marron à l'exception de la tête et de la poitrine qui sont blancs et les pointes des ailes noires. Les juvéniles sont bruns, mais peuvent être distingués des adultes par l'aspect plus pâle de leur plumage, les ailes plus courtes et la queue arrondie. Ils ont une tache claire située sous les ailes de forme carrée.
Il a environ la même taille que le Milan noir avec une longueur de 51 cm et une envergure de 1,24 m pour un poids de 320 à 670 g et a un vol de milan typique, avec des ailes inclinées caractéristiques, mais sa queue est arrondie à la différence du genre Milvus qui a la queue fourchue. Les deux genres sont cependant très proches.
Quand il vole, le milan sacré crie souvent. Son appel le plus commun est un miaulant keeyew, un long kiiiiiiir aigu et plaintif. Ses autres cris peuvent être un niaooo nasillard et rauque et un niak-niak sec.
Ce grand rapace aux couleurs contrastées possède une petite tête, des ailes courtes et une queue relativement brève, ce qui lui procure une silhouette assez caractéristique. Chez les adultes, la tête, le cou jusqu'au manteau et la gorge jusqu'aux flancs et à la partie supérieure du ventre sont entièrement blancs. En ce qui concerne les populations vivant en Australasie, ces parties antérieures sont uniformément blanches alors que chez les oiseaux vivant sur le continent asiatique, elles sont plus ou moins recouvertes de fines stries verticales noires. Le reste du corps, les couvertures alaires, les cuisses et la queue sont châtain brillant. La queue est terminée par une bande blanche plus ou moins large. Chez les oiseaux de l'ouest de l'aire, cette dernière est fine et blanchâtre alors que chez ceux de l'est, elle est large et d'un blanc pur. Lorsque les ailes sont repliées, on peut apercevoir une nette barre noirâtre au niveau des primaires. Les sexes sont identiques. Toutefois, pendant la période de nidification le blanc qui orne le bas de la poitrine chez la femelle est plus décoloré que chez le mâle. La plus grande usure des plumes à cet endroit s'explique par la participation exclusive de la femelle à l'incubation des œufs. Les juvéniles présentent différentes nuances de brun : brun foncé sur les parties supérieures, brun plus pâle sur la tête et sur le dessous. En plumage frais, la couleur terre du dessus et des ailes peut paraître presque noire avec de petites taches et des écailles claires localisées sur le dos et les petites couvertures. Chez les races australasiennes, la tête et le cou sont densément striées de chamois alors que chez les races continentales, ils sont vaguement striés de fauve, ce qui atténue l'effet de masque qui est très net chez les premières. Chez les races continentales, les parties inférieures sont entièrement brunes ou brun-rouille avec des stries chamois ou crème. Chez les races australasiennes, seuls la zone pectorale et l'abdomen sont bruns avec des stries très proéminentes, mais la gorge, le bas ventre et les cuisses sont chamois clair uni (voir illustration de Gould, juvénile de la race girrennera, situé à gauche). 
Les iris sont brun sombre ou parfois brun-rouge foncé. Chez les adultes, la cire est jaune terne, blanc jaunâtre, blanc bleuâtre ou même bleu clair. Le bec est jaune pâle ou couleur corne sauf aux îles Salomon ou il est entièrement jaune. Les pattes sont jaune pâle ou couleur crème. Chez les juvéniles, la cire et les pattes sont blanchâtres.
Indications subspécifiques 4 sous-espèces.
Les milans sacrés sont sociables et passent la nuit en groupes.

## Taxonomie
Il a d'abord été décrit par le naturaliste néerlandais Pieter Boddaert en 1783.
D'après la classification de référence (version 14.1, 2024) de l'Union internationale des ornithologues, le Milan sacré possède 4 sous-espèces (ordre philogénique) :
- Haliastur indus indus (Boddaert, 1783) : Asie du sud ;
- Haliastur indus intermedius Blyth, 1865 : péninsule malaise, îles de la Sonde, Célèbes et Philippines ;
- Haliastur indus girrenera (Vieillot, 1822) : Nouvelle-Guinée, archipel Bismarck et Australie ;
- Haliastur indus flavirostris Condon & Amadon, 1954 : îles Salomon.

## Distribution et statut
Son vol est un spectacle familier dans le ciel du Sri Lanka, de l'Inde, du Pakistan, du Bangladesh en Asie du Sud et on le trouve aussi loin au sud que la Nouvelle-Galles du Sud, en Australie, région où il est répandu et résident. Il effectue des déplacements saisonniers liés à la pluviométrie dans certaines parties de son aire de répartition.

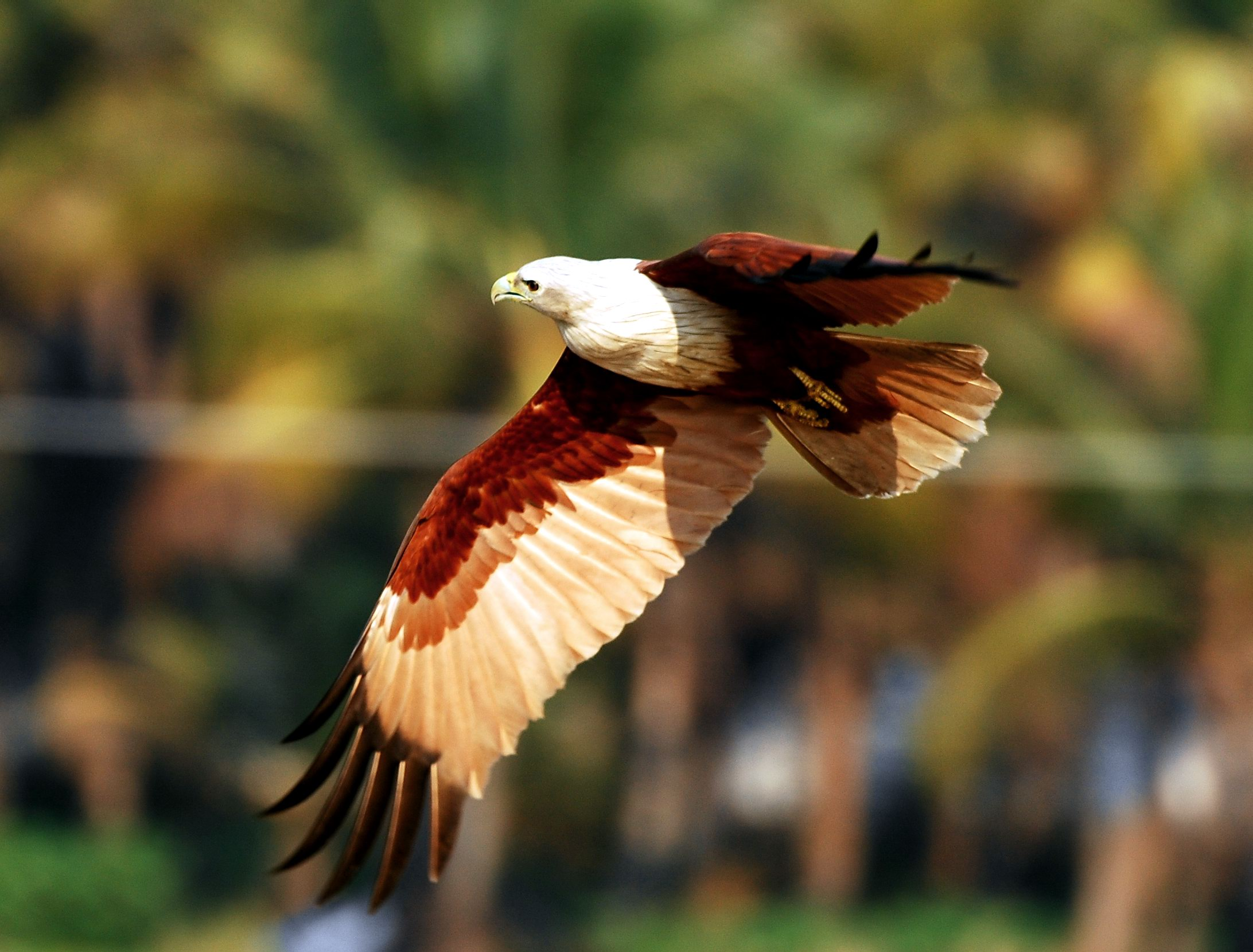

Il est principalement présent dans les plaines mais peut parfois se trouver au-dessus de 5000 mètres dans l'Himalaya.
Il est évalué comme préoccupation mineure sur la Liste rouge de l'UICN des espèces menacées. Cependant, l'espèce est en déclin dans certaines régions telles que Java.

## Comportement

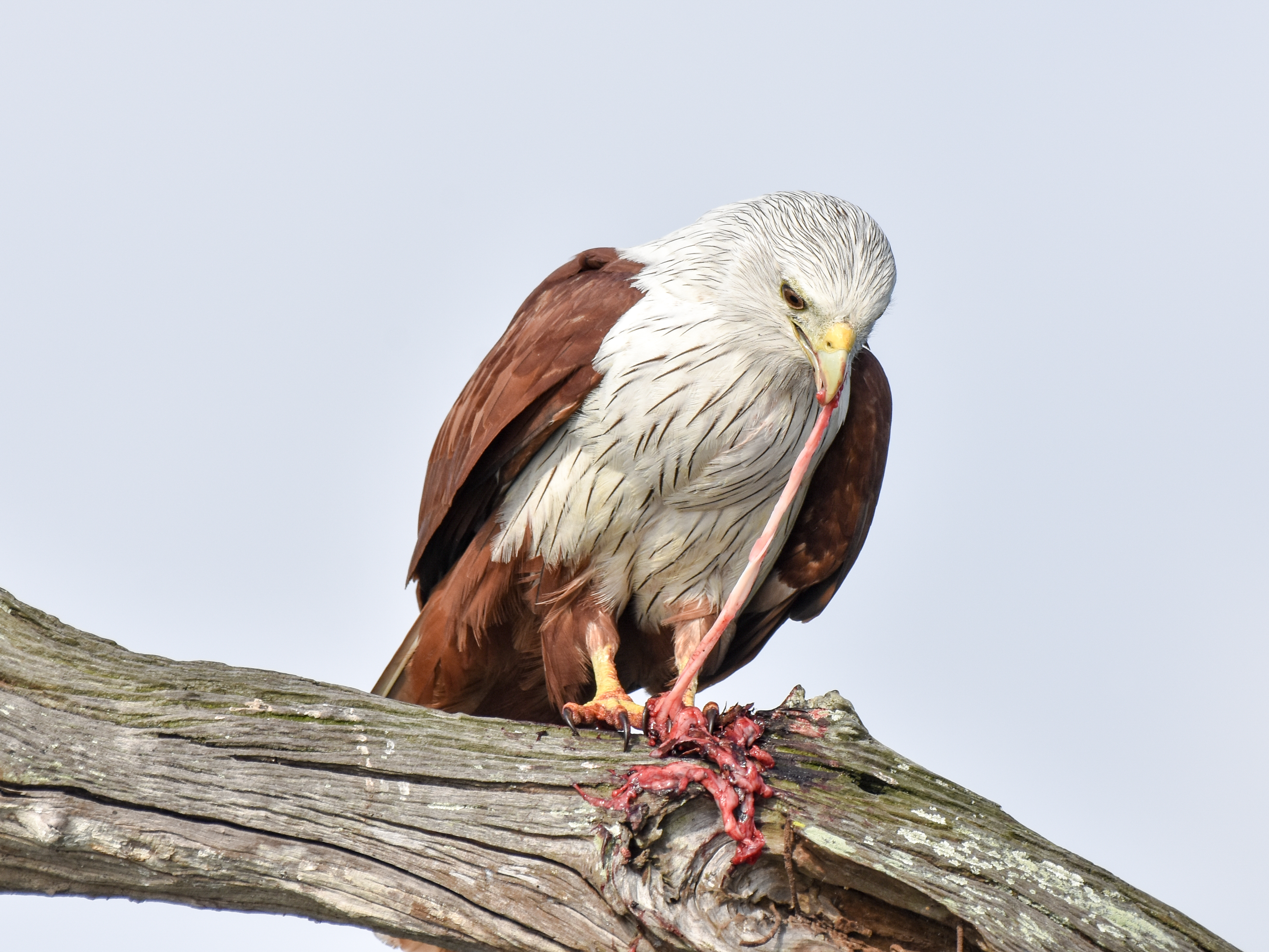
Un milan sacré en train de se restaurer près du réservoir, ou lac de barrage, Kabini, dans le parc national de Nagarhole, Inde. Décembre 2021.

La saison de reproduction en Asie du Sud va de décembre à avril. Dans le sud et l'est de l'Australie, elle va d'août à octobre, et d'avril à juin, dans le nord et les régions humides. Les nids sont faits de petites branches et de branchages ou de feuilles de palmier avec une cuvette à l'intérieur tapissée de feuilles et sont perchés à une hauteur de 6 à 15 m au dessus du sol dans différents arbres, comme des figuiers ficus et des palétuviers, dans les mangroves le plus souvent. Il montre une fidélité considérable à sa zone de nidification année après année. Dans certains cas rares, on les a vus nicher sur le sol sous les arbres. Une couvée comporte en moyenne deux œufs blanc mat ou bleu-blanc mesurant 52 x 41 mm2. La femelle couve seule les œufs pendant 26 ou 27 jours puis les deux parents nourrissent les oisillons.
C'est essentiellement un charognard, se nourrissant principalement de poissons et de crabes morts, surtout dans les zones humides et les marais, et parfois dans les pêcheries et les ports. Cependant il chasse à l'occasion des proies vivantes comme des grenouilles, des crabes de terre, des lézards et des serpents, des lièvres, des chauves-souris et des petits oiseaux. Dans les villages, il attaque souvent les poulets et les canetons. Il peut aussi se nourrir d'excrément (coprophagie).
Les jeunes peuvent se livrer à des comportements joueurs, laissant tomber une feuille et essayant de la rattraper en l'air. Lors de la pêche, il peut parfois se poser sur l'eau et ils réussissent à nager et à décoller sans trop de peine.
Ils se reposent en commun sur les grands arbres isolés et pas moins de 600 ont été vus en seul endroit.
Ils peuvent être victimes de cleptoparasitisme de la part de gros rapaces tels que les aigles du genre Aquila. Dans certains incidents avec des Aigles des steppes (Aquila rapax), ils ont été attaqués et blessés ou tués.